# Dandy

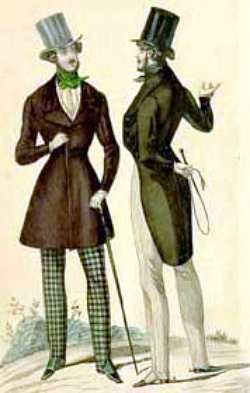
Ett par dandies.

En dandy kom till på 1700-talet i London och Paris, med lite olika utföranden. I London är en "dandy" en man från medelklassen som försöker lura sin omgivning att han tillhör aristokratin med sin klädstil och elegans. På den tiden var det inte heller ovanligt att man ville verka lite ”fransk” och världsvan. En viss överdrivenhet i klädstilen och i sitt uppförande är ett typiskt kännetecken för en dandy. Dandy används ofta synonymt med snobb.

## Historik
Redan mot slutet av 1700-talet anslog dandyn tonen i modet. Ett av de viktigaste inslagen i en dandys klädedräkt var den svarta jacketten och cylinderhatten. En genuin dandy karakteriserades av kallblodighet, hövlig näsvishet, nonchalans, kall sarkasm, ironi, god smak och elegans. 
Kejsar Napoleons svåger, Joachim Murat (1767–1815; gift med Napoleon I:s yngre syster Caroline Bonaparte; marskalk; år 1808 av Napoleon utnämnd till konung av Neapel) omnämndes i England som The Dandy King på grund av hans förkärlek för prydnader och dekorationer.
På engelskan har dandy även betydelsen "finfint", "toppen" (vardagligt språk sedan cirka 1785 enligt Dictionary of American slang). Ordet dandy förekommer också i en populär amerikansk folkmelodi från mitten av 1700-talet – "Yankee Doodle Dandy" och 1942 vann skådespelaren James Cagney en Oscar för sin roll i filmen med samma namn. Bandet The Kinks har även en låt som heter "Dandy", från Face to Face där de driver med stilen.

## Exempel
- Den förste kände dandyn var George Bryan Brummell (1778–1840), känd som Beau Brummell. Han var god vän till prinsen av Wales, sedermera kung Georg IV av Storbritannien, och det sägs att prinsen i timmar kunde se på när Beau Brummell klädde sig, för att utröna hemligheten bakom hans ofelbara smak.
- Jacques d'Adelswärd-Fersen
- Oscar Wilde, den irländske författaren, var en annan känd så kallad dandy.
- Lord Byron
- Charles Baudelaire
- Andy Warhol